# 8217 Dominikhašek
8217 Dominikhašek è un asteroide della fascia principale. Scoperto nel 1995, presenta un'orbita caratterizzata da un semiasse maggiore pari a 2,2499196 UA e da un'eccentricità di 0,1747702, inclinata di 2,36579° rispetto all'eclittica.
È intitolato a Dominik Hašek, giocatore di hockey su ghiaccio ceco.